# Saichon Konjen
Saichon Konjen (30 de marzo de 1983) es un deportista tailandés que compite en atletismo adaptado. Ganó doce medallas en los Juegos Paralímpicos de Verano entre los años 2008 y 2020.

## Palmarés internacional
| Juegos Paralímpicos | Juegos Paralímpicos     | Juegos Paralímpicos | Juegos Paralímpicos |
| Año                 | Lugar                   | Medalla             | Prueba              |
| ------------------- | ----------------------- | ------------------- | ------------------- |
| 2008                | Pekín (China)           | Medalla de plata    | 100 m T54           |
| 2008                | Pekín (China)           | Medalla de plata    | 200 m T54           |
| 2008                | Pekín (China)           | Medalla de plata    | 4 × 100 m T53/54    |
| 2008                | Pekín (China)           | Medalla de plata    | 4 × 400 m T53/54    |
| 2008                | Pekín (China)           | Medalla de bronce   | 400 m T54           |
| 2012                | Londres (Reino Unido)   | Medalla de plata    | 4 × 400 m T53/54    |
| 2012                | Londres (Reino Unido)   | Medalla de bronce   | 100 m T54           |
| 2012                | Londres (Reino Unido)   | Medalla de bronce   | 800 m T54           |
| 2016                | Río de Janeiro (Brasil) | Medalla de plata    | 800 m T54           |
| 2016                | Río de Janeiro (Brasil) | Medalla de plata    | 4 × 400 m T53/54    |
| 2016                | Río de Janeiro (Brasil) | Medalla de bronce   | 1500 m T54          |
| 2020                | Tokio (Japón)           | Medalla de bronce   | 800 m T54           |